# La Gazette de Besançon
La Gazette de Besançon était un journal mensuel local de la presse écrite française fondé par Alain Joyandet à Besançon, en octobre 2004, sous le nom L'Hebdo de Besançon.

## Historique
L'Hebdo de Besançon était composé de deux journalistes : Sandra Masson et Yoann Henry. 
Jusqu'en octobre 2008, ils étaient dirigés par Benjamin Teitgen, rédacteur en chef. Après avoir passé trois années à la tête de la rédaction de l'hebdomadaire d'Alain Joyandet, ce dernier quitte ses fonctions au moment où le journal va changer de formule.

## Suppléments
- Besançon vue du ciel est un cahier spécial lancé par le journal. Composé de photos aériennes, cette opération a permis au journal de se faire connaître.
- Durant la campagne présidentielle de 2007, Nicolas Sarkozy, François Bayrou et Ségolène Royal se sont exprimés à chaque fois dans l'Hebdo de Besançon, pour des interviews exclusives.

## Diffusion
Tiré à plus de 20 000 exemplaires.